# Septoria aciculosa
Septoria aciculosa è una specie di fungo ascomicete parassita delle piante. Causa la septoriosi delle piante di fragola.